# Sarlat-la-Canéda
Sarlat-la-Canéda [saʁla la kaneda] ist eine Stadt mit 8786 Einwohnern (Stand 1. Januar 2022) im französischen Département Dordogne in der Region Nouvelle-Aquitaine. Sie ist Sitz der Unterpräfektur des Arrondissements Sarlat-la-Canéda. Am 1. März 1965 wurden die Gemeinden Sarlat und La Canéda zu Sarlat-la-Canéda zusammengeschlossen.
Sarlat-la-Canéda liegt in einer von bewaldeten Hügeln umgebenen Senke des Périgord noir. Die Stadt mit ihrem mittelalterlichen Stadtbild, das auf das 13. bis 16. Jahrhundert zurückgeht und den Eindruck einer Beamten- und Handelsstadt des Ancien Régime vermittelt,
ist das touristische Zentrum der Region.

## Geschichte

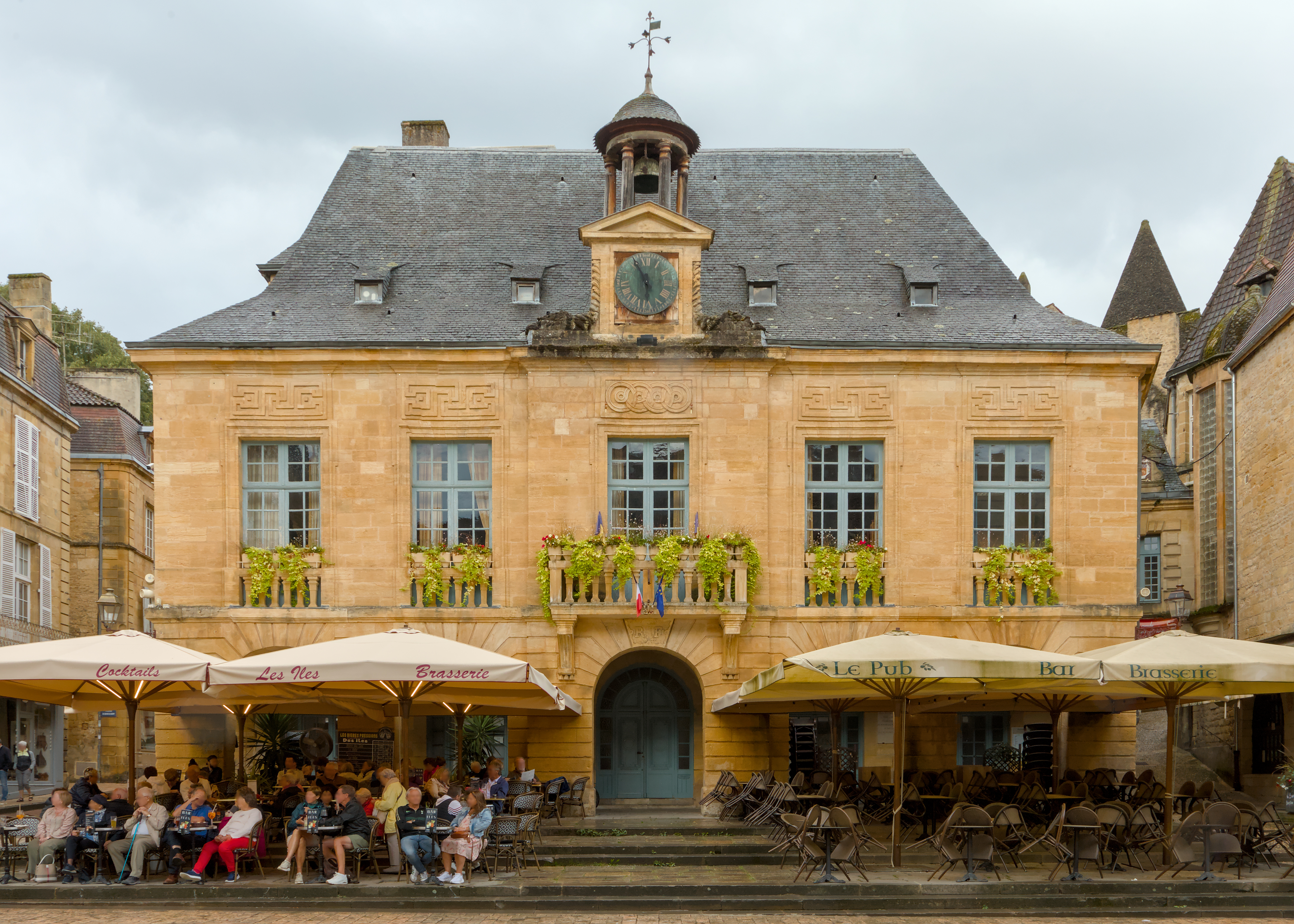
Hôtel de ville (Rathaus)

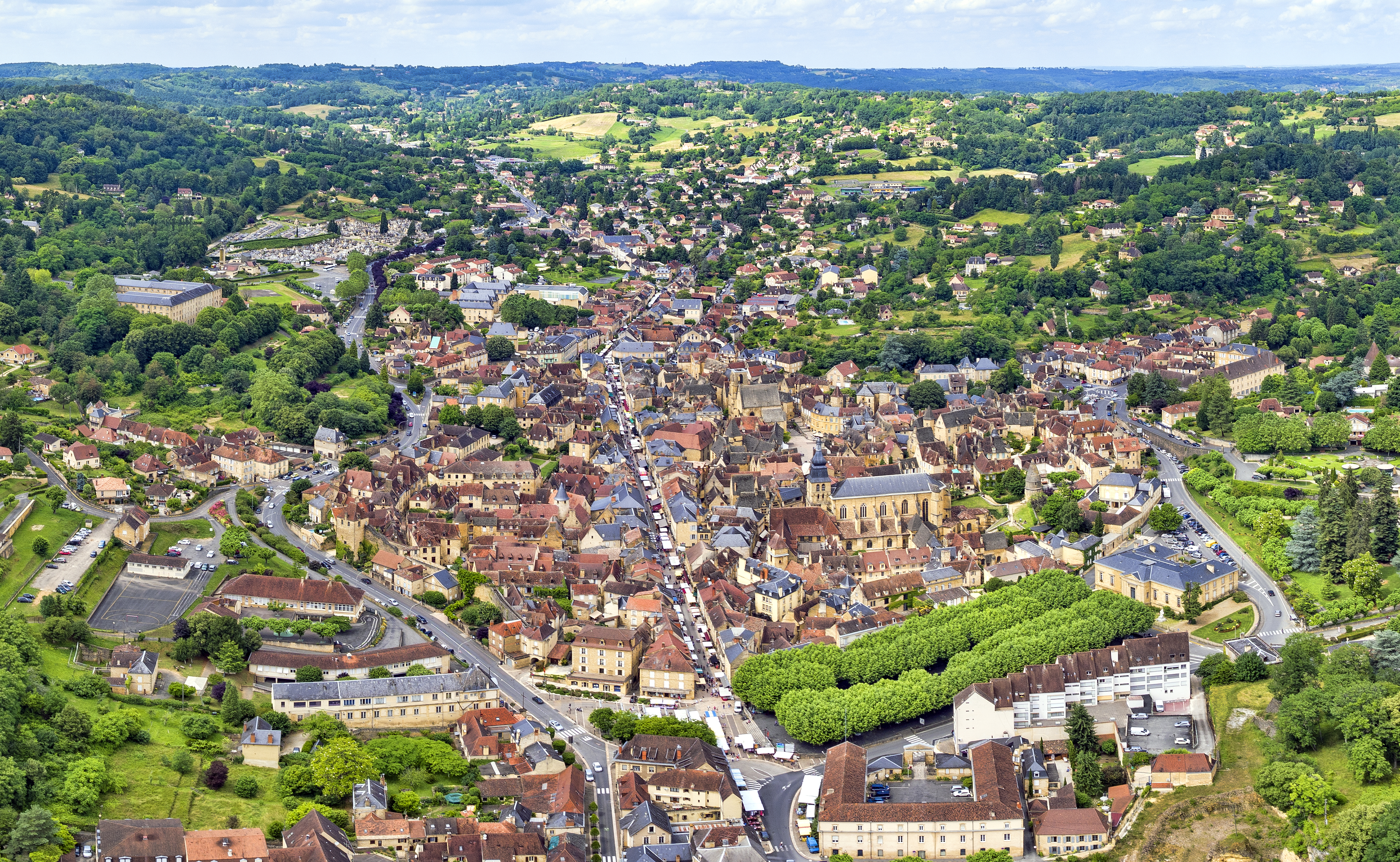
Altstadt von Süden

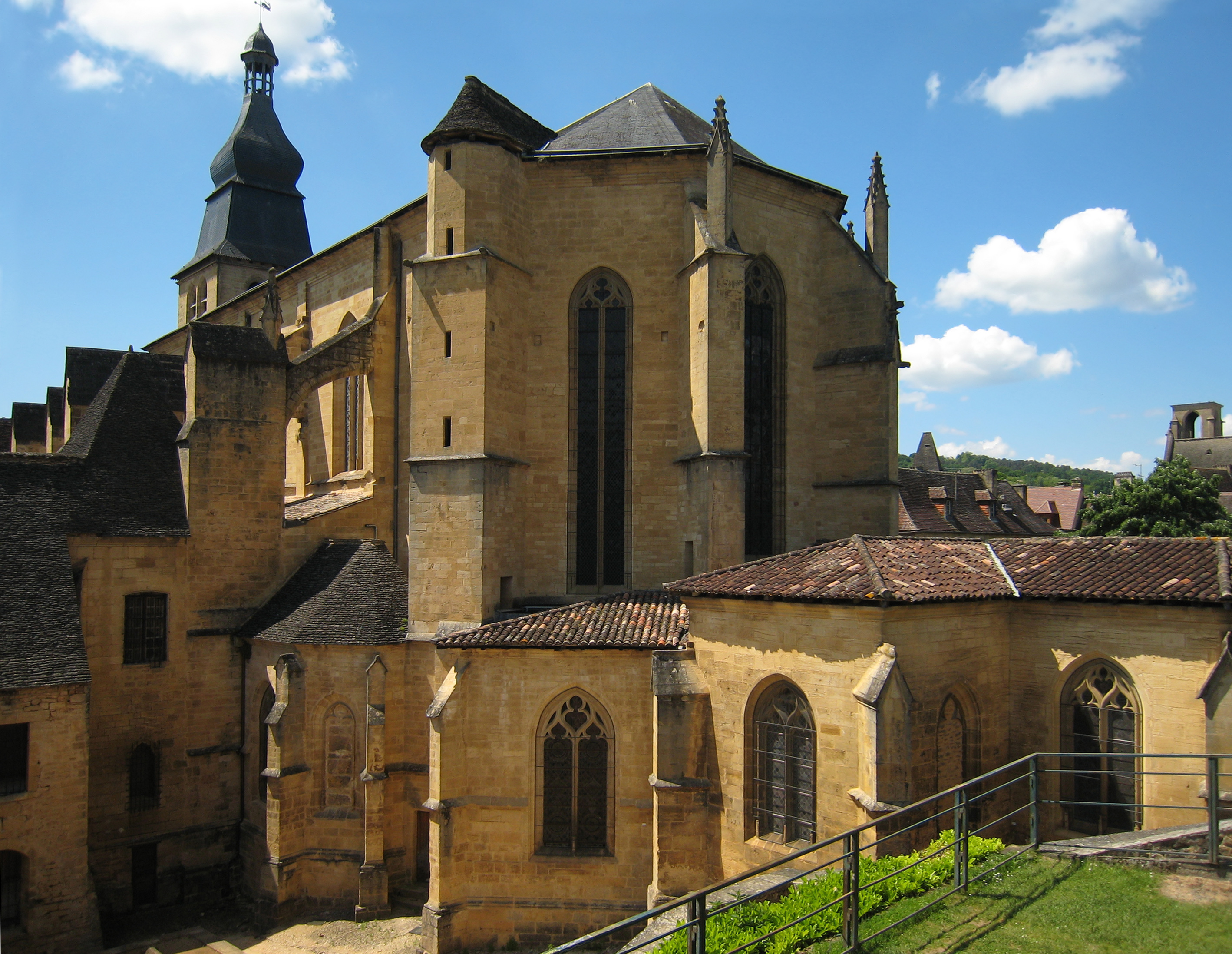
Chorseite der Kathedrale

Die Abtei, um die herum sich der Ort Sarlat entwickelte, wurde wahrscheinlich zwischen 820 und 840 von Herzog Pippin von Aquitanien gegründet. Der Ort wuchs im Schatten der Bruderschaft und erlangte im 13. Jahrhundert zunehmende Selbstständigkeit. Im Jahr 1317 erhob Papst Johannes XXII. Sarlat zum Bischofssitz: die Abteikirche wurde zur Kathedrale Saint-Sacerdos, und die Mönche bildeten das Domkapitel.
Im 13. und Anfang des 14. Jahrhunderts blühte die Handels- und Kaufmannsstadt auf, der Hundertjährige Krieg richtete sie jedoch zugrunde. Zwar wurde Sarlat niemals von den Engländern eingenommen, mit dem Frieden von Brétigny fiel sie im Jahr 1360 schließlich dennoch in deren Hände. Bei den wieder aufflammenden Kämpfen im Jahr 1370 reihte sich Sarlat in die Truppen Karls V. ein und war 1404 an der Wiedereroberung des Perigord beteiligt. Es war ein teuer erkaufter Sieg, der die Diözese in Ruinen zurückließ. Ohne lange zu zögern wurde jedoch der Wiederaufbau in Angriff genommen; aus der Zeit zwischen 1450 und 1500 stammen viele der im Stil der beginnenden Renaissance erbauten Häuser.
Armand de Gontaut-Biron, 1492 zum Bischof ernannt, unternahm die Fertigstellung der 1368 begonnenen Kirche Sainte-Marie. Im Jahre 1553 ließ ein neuer Bischof, der Florentiner Nicolas I. Gaddi, Kardinal von Saint-Théodore und ein Verwandter der Caterina de’ Medici, im italienischen Stil das neben der Kathedrale liegende Bischöfliche Palais errichten. Aufgrund des sich um Bischof, Richter, Beamte und Würdenträger des Kapitels bildenden wohlhabenden Großbürgertums konnte sich in der Mitte des 16. Jahrhunderts ein üppiges kulturelles Leben entwickeln, an dem auch der in Sarlat geborene Schriftsteller Étienne de La Boétie seinen Anteil hatte.

### Sarlat im Zweiten Weltkrieg

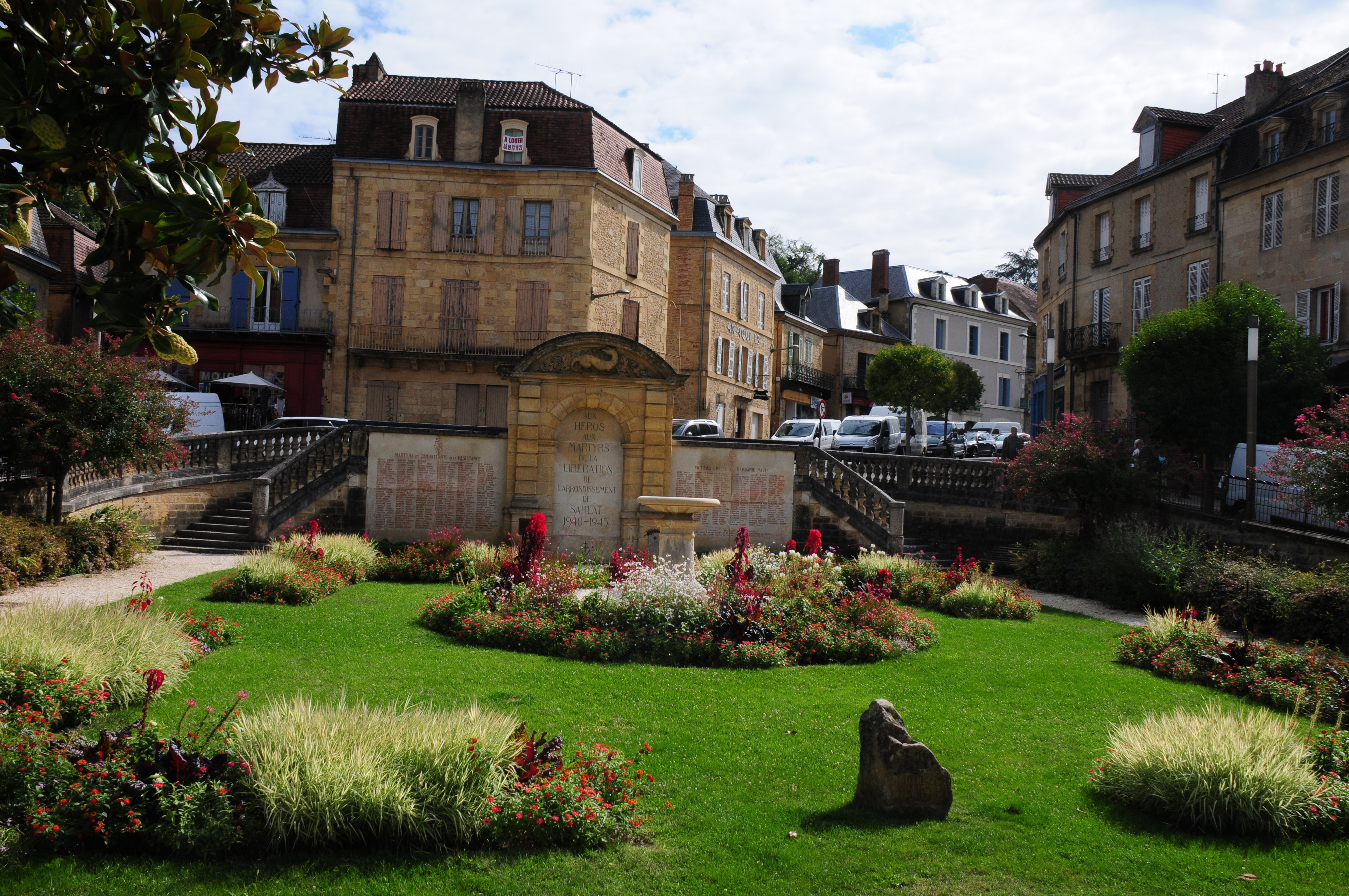
Denkmal für die Märtyrer des Widerstands und der Nazibarbarei

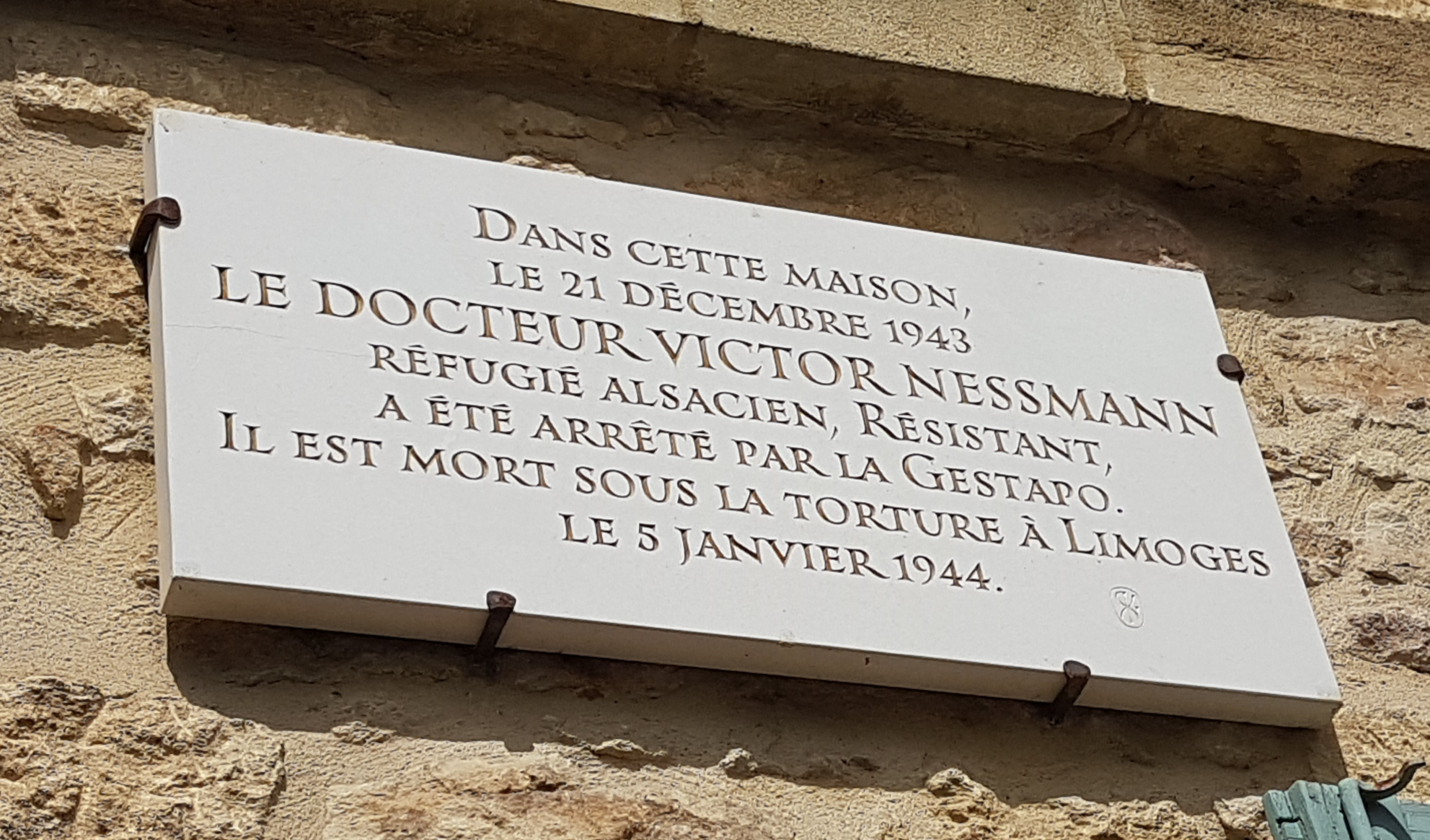
Plakette zum Gedenken an Victor Nessmann (11 Boulevard Nessmann)

Hinweise darauf, dass es in Sarlat ein Internierungslager für Frauen gegeben haben soll, ließen sich bislang nicht verifizieren. Jedoch spielte Sarlat offenbar Ende 1940 eine wichtige Rolle bei der Versorgung des Internierungslagers Camp du Sablou in Fanlac.
Auf der Webseite des Office de Tourisme Sarlat Périgord Noir heißt es über die Zeit des Zweiten Weltkriegs:

« Après la défaite de 1940, Sarlat se trouve en zone libre. Elle devient une terre de refuge et d’accueil pour les populations en fuite.
Or, la Gestapo s’installe à l’hôtel de la Madeleine dès 1942 et les soldats de la Wehrmacht occupent Sarlat de 1943 à 1944.
Grâce à ses grottes et ses bois, propices aux maquis, le Périgord devient rapidement un haut lieu de la résistance !
En août 1944, Sarlat retrouve la paix mais ces quatre années furent douloureuses pour la ville. Près de 500 personnes furent victimes des nazis dans le seul arrondissement de Sarlat, tombées au combat ou mortes en déportation. »

„Nach der Niederlage von 1940 befand sich Sarlat in der freien Zone. Es wird zum Zufluchtsort und zur Anlaufstelle für die flüchtende Bevölkerung.
Die Gestapo ließ sich jedoch ab 1942 im Hôtel de la Madeleine nieder und Soldaten der Wehrmacht besetzten Sarlat von 1943 bis 1944.
Dank seiner Höhlen und Wälder, die sich für den Maquis eigneten, wurde das Périgord schnell zu einer Hochburg des Widerstands!
Im August 1944 kehrte in Sarlat wieder Frieden ein, doch diese vier Jahre waren für die Stadt schmerzhaft. Fast 500 Menschen fielen allein im Arrondissement Sarlat den Nazis zum Opfer, sie fielen im Kampf oder starben bei der Deportation.“

Zu den in dem Zitat erwähnten 500 Opfern zählte auch der am 21. Dezember 1943 in Sarlat von der Gestapo verhaftete Arzt und Widerstandskämpfer Victor Nessmann. Er starb am 5. Januar 1944 an den Folgen der ihm während der Haft zugefügten Misshandlungen. An dem nach ihm benannten Boulevard Nessmann erinnert heute an der Hausnummer 11 eine Plakette an ihn. (Lage)
Weitere Opfer waren 60 Menschen jüdischen Glaubens, die wie Nessmann in Sarlat als Flüchtlinge Unterschlupf gefunden hatten. Allein 35 von ihnen wurden am 1. April 1944 Opfer der SS-Division Brehmer.
Andere jüdische Flüchtlinge in Sarlat hatten mehr Glück. Lucien Garrigou (1913–2006), ein Widerstandskämpfer und Besitzer des Hotels Saint Albert in Sarlat, besorgte mehrfach für flüchtende Juden sichere Verstecke. Im April 1943 wurden bei einer Razzia in der Gegend um Sarlat 28 Juden von den Deutschen aufgegriffen. Nur Luba Zylbercwajg und ihre vierjährige Tochter Jacqueline, deren gesamte Familie zu den Verhafteten gehörte, konnten entkommen und fanden Zuflucht bei Lucien Garrigou. Er hielt die beiden bis zur Befreiung Frankreichs versteckt.
Am 25. Juni 1944 zogen die deutschen Soldaten durch Sarlat. Lucien Garrigou konnte sie zusammen mit dem Bürgermeister davon überzeugen, dass ihnen aus Sarlat keine Gefahr drohe. Sarlat rettete das vor der Zerstörung. Am 27. Mai 2004 wurde Lucien Garrigou von der Gedenkstätte Yad Vashem als Gerechter unter den Völkern ausgezeichnet.
Die Stadt Sarlat wurde am 6. Juni 1948 wegen ihrer aktiven Teilnahme am Widerstand seit Beginn der Besatzung mit dem Croix de Guerre geehrt. Die Auszeichnung galt ihrem Beitrag zu den Operationen, die zur Befreiung von Bordeaux und Bergerac während des Zweiten Weltkriegs führten.
Ein Denkmal am Place de la Rigaudie in Sarlat erinnert an das Wirken von Lucien Garrigou. Die Namen der 60 Deportierten wurden auf einer Tafel dem Mémorial des Martyrs de la Résistance et de la Barbarie Nazie (Denkmal für die Märtyrer des Widerstands und der Nazibarbarei) hinzugefügt. (Lage)

## Historische Altstadt

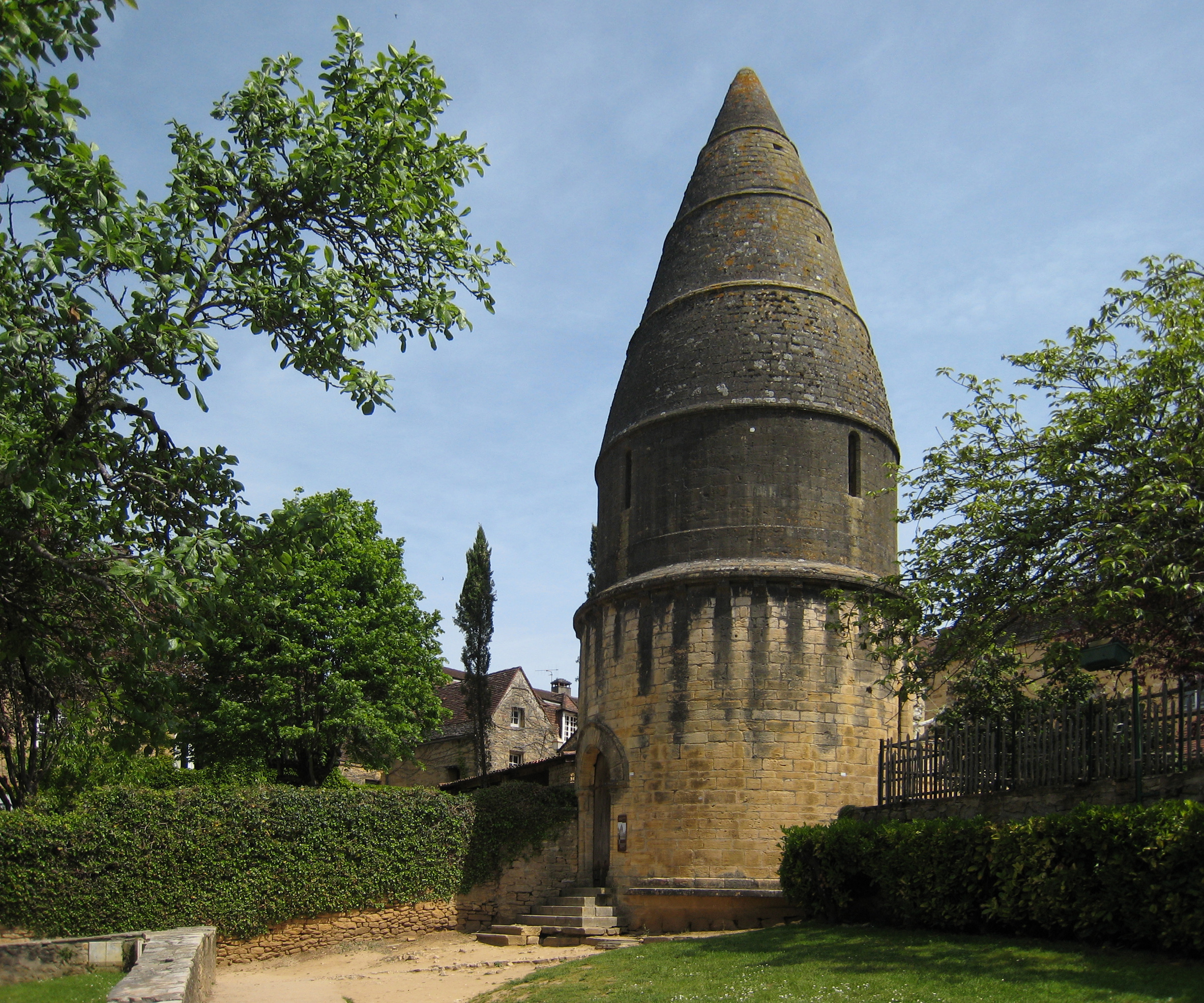
Totenlaterne

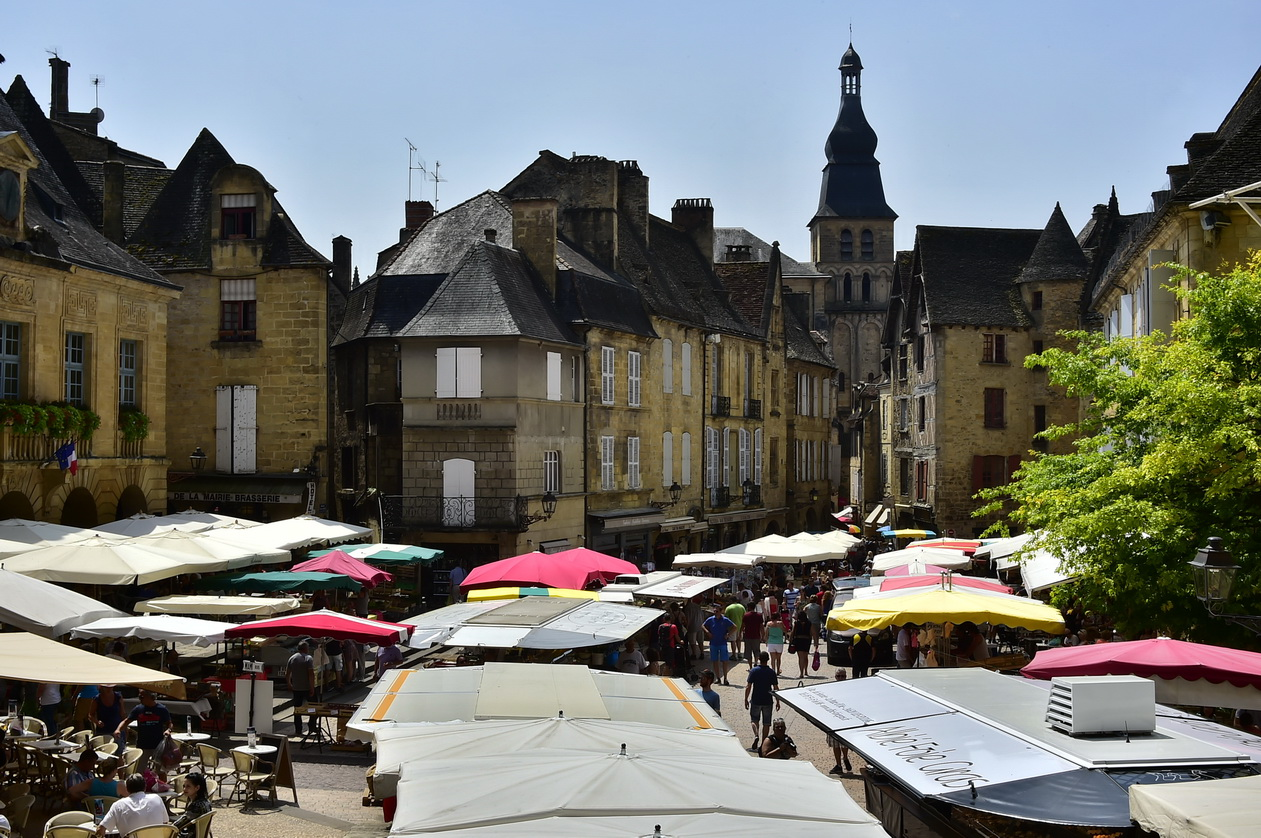
Markt

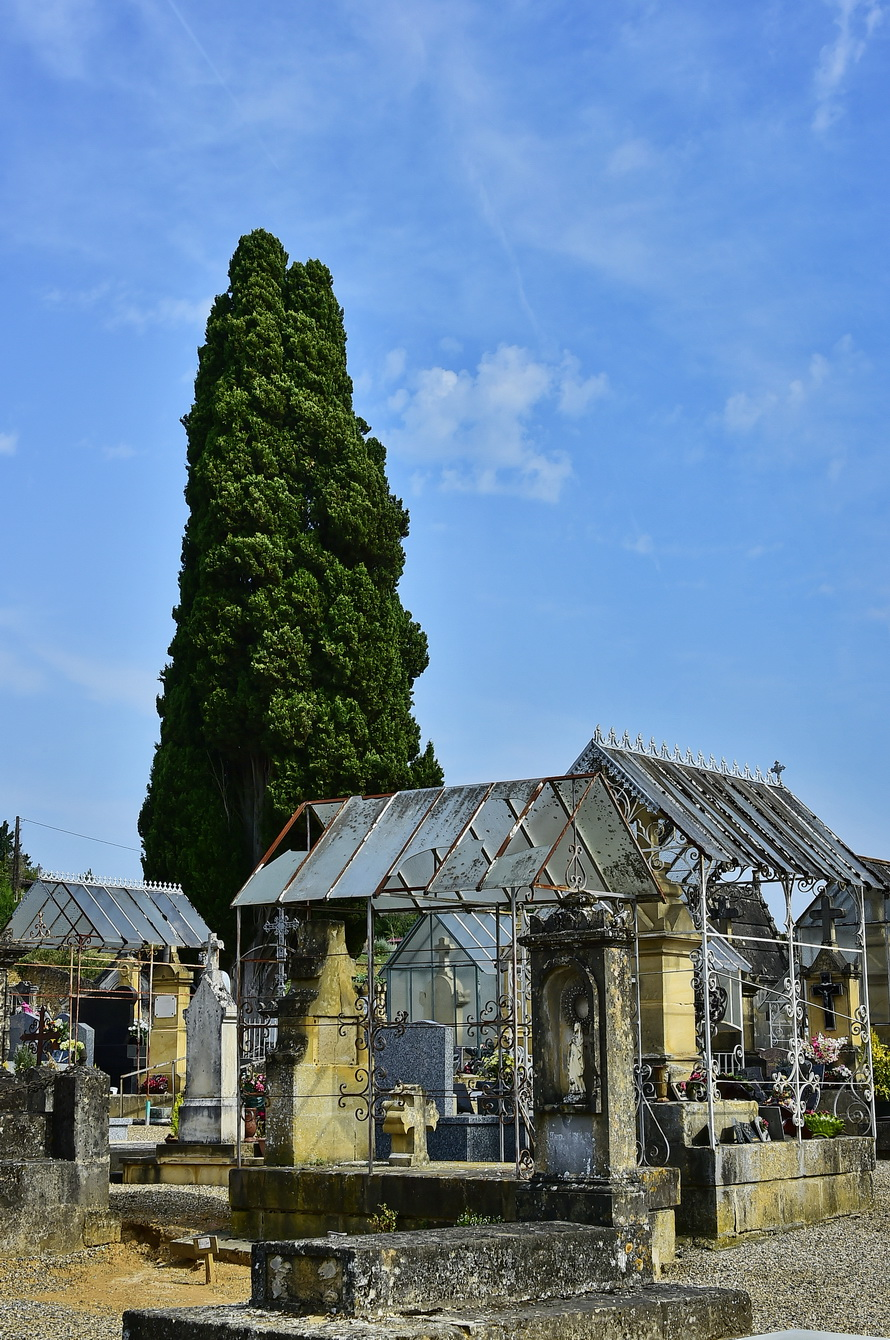
Friedhof

Seit dem 17. Jahrhundert war Sarlat politisch bedeutungslos und verarmte zusehends. Die Bausubstanz verfiel mit der Zeit, bis die französische Regierung 1962 ein Denkmalpflege-Gesetz verabschiedete, das speziell auf die Restaurierung historischer Altstadtkerne ausgerichtet war. Die Restaurierung dauerte von 1964 bis 1974 und erfasste nicht nur die historischen Gebäude, sondern den gesamten Altstadtbezirk von Sarlat. Seither steht die „wiederauferstandene“ Stadt im Rampenlicht, was den Fremdenverkehr sprunghaft ansteigen ließ. Sarlat zählt heute eine Million Besucher pro Jahr.
Von den bis ins 18. Jahrhundert die Altstadt umgebenden Festungswällen und Gräben ist heute nichts mehr vorhanden. Die Gräben wurden zugeschüttet und auf ihnen ein großer Boulevard angelegt. Von der alten Stadtmauer gibt es nur noch vereinzelte Reste. Außerdem wurde im 19. Jahrhundert eine schnurgerade Straße, die Rue de la République, angelegt, die eine Schneise durch den gewachsenen Altstadtkern schlug und ihn seitdem in eine östliche und eine westliche Hälfte unterteilt.
Die Schwerpunkte der Altstadt sind die Kathedrale und das Rathaus. Ansonsten stehen Bauten aus Mittelalter, Renaissance und Barock wie selbstverständlich nebeneinander. Die Kirche, deren wertvollstes Ausstattungsstück die Orgel aus dem 17. Jahrhundert ist, hat einen mächtigen Glockenturm mit romanischer Basis.
An dem kleinen Platz vor der Kirche stehen der ehemalige Bischofspalast mit einer offenen Loggia im Obergeschoss sowie die Maison de La Boétie, in dem der Politiker und Schriftsteller Étienne de La Boétie, Freund Michel de Montaignes, im Jahr 1530 geboren wurde. Hinter der Kathedrale befindet sich die Lanterne des Morts, ein zylindrischer Turm, der wohl hauptsächlich als Totenlaterne bzw. Totenkapelle gedient hat.
Der weiträumige Marktplatz befindet sich, wenige Schritte von der Kirche entfernt, vor dem barocken Rathaus. Vornehme Palais umstellen den Platz; darunter das verwinkelte Hôtel de Maleville. Die säkularisierte Pfarrkirche Sainte-Marie, heute als Markthalle genutzt, und das Hôtel Chassaing an der Nordseite dienen beim jährlichen Theaterfestival als Kulisse. Dahinter schließt sich die kleine Place des Oies an, die ebenfalls von malerischen alten Häusern umrahmt ist.

## Bevölkerungsentwicklung
| Bevölkerungsentwicklung | Bevölkerungsentwicklung | Bevölkerungsentwicklung | Bevölkerungsentwicklung | Bevölkerungsentwicklung | Bevölkerungsentwicklung | Bevölkerungsentwicklung | Bevölkerungsentwicklung |
| ----------------------- | ----------------------- | ----------------------- | ----------------------- | ----------------------- | ----------------------- | ----------------------- | ----------------------- |
| Jahr                    | 1968                    | 1975                    | 1982                    | 1990                    | 1999                    | 2009                    | 2016                    |
| Einwohner               | 8801                    | 9765                    | 9670                    | 9909                    | 9751                    | 9541                    | 8946                    |

## Kultur
In der Stadt findet das zweitälteste Filmfestival Frankreichs statt (nach dem 1948 gegründeten Festival in Avignon). Seit 1962 finden in den letzten beiden Juli- und der ersten August-Woche die Aufführungen auf dem zentralen Marktplatz statt. Außerdem gibt es seit einigen Jahren Aufführungen in der neu gebauten Kongresshalle am Rand der Altstadt. Den anfänglichen Ruf der Provinzialität konnte der Festivalstandort schnell ablegen; heute zieht er auch viele Ensembles aus dem Ausland an.
Sarlat mit seiner malerischen Kulisse war einer der Drehorte für den US-amerikanischen Film Ever After aus dem Jahr 1998.

## Umgebung
Etwa drei Kilometer nördlich des Stadtzentrums von Sarlat liegt die kleine romanische Wallfahrtskirche Notre-Dame de Temniac.

## Städtepartnerschaft
Gouda in der niederländischen Provinz Südholland ist Partnerstadt von Sarlat-la-Canéda.

## Wirtschaft und Infrastruktur
Sarlat liegt an der Bahnstrecke Siorac-en-Périgord–Cazoulès und ist heute Endpunkt des regulären Personenverkehrs. Die Regionalzüge von und nach Bordeaux Saint-Jean werden vom TER Nouvelle-Aquitaine betrieben.

## Persönlichkeiten
Söhne und Töchter

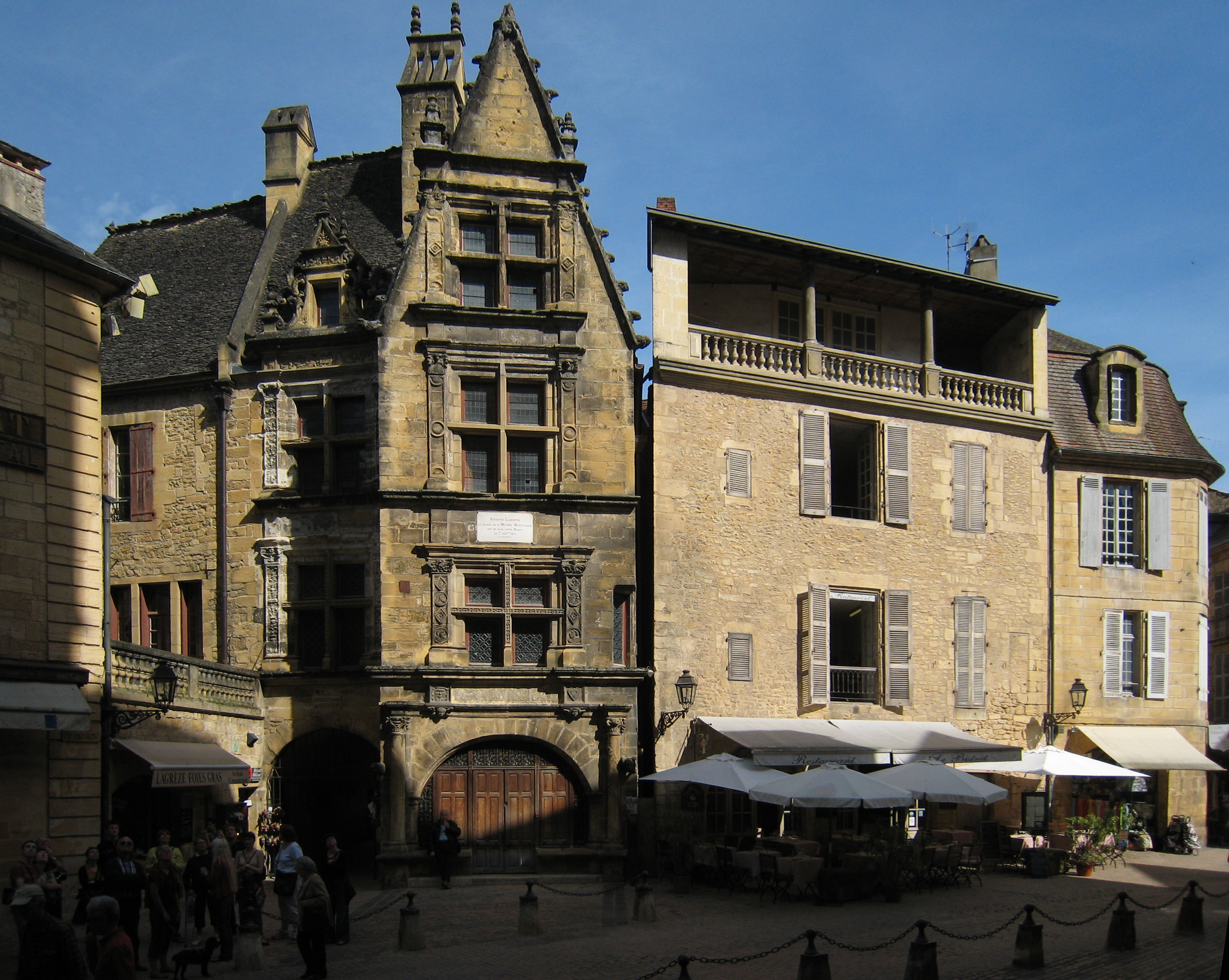
Geburtshaus Étienne de La Boéties

- Henri Arlet (1922–1943), Widerstandskämpfer
- Étienne de La Boétie (1530–1563), Jurist und Schriftsteller, ein Freund von Michel de Montaigne
- Alain Carrier (1924–2020), Widerstandskämpfer und Illustrator
- Gautier de Costes de La Calprenède (1609/1614–1663), Schriftsteller
- Henri Debidour (1907–1990), Politiker, Mitglied der ersten und zweiten Verfassungsgebenden Nationalversammlung
- Jean-Luc Delpech (* 1979), Radsportler
- François Fournier-Sarlovèse (1773–1827), Kavalleriegeneral des ersten Kaiserreichs
- Lucien Garrigou (1913–2006), Hotelier und Widerstandskämpfer, Gerechter unter den Völkern
- Pierre Lachambeaudie (1806–1872), Fabeldichter
- Henry Sanfourche (1775–1841), Oberst des französischen Reiches
- Gabriel Tarde (1843–1904), Jurist, Kriminologe, Soziologe und Sozialpsychologe

in Sarlat tätig
- Thorsten Droste (1950–2011, Ehrenbürger von Sarlat)
- Victor Nessmann (1900–1944), von 1940 bis 1943 Arzt in Sarlat, Résistancekämpfer und Opfer des Nationalsozialismus; Namensgeber der Ringstraße Boulevard Nessmann
- Édouard Valéry (1924–2010), französischer Widerstandskämpfer im inneren Widerstand